# Operación Old Bridge
Operación Old Bridge (en español: Puente Viejo) es el nombre en clave de las detenciones realizadas el 7 de febrero de 2008 en Italia y Estados Unidos contra la familia criminal Gambino; entre los acusados se encontraban los supuestos jefes en funciones Jackie D'Amico, Nicholas Corozzo y Joseph Corozzo. Las acusaciones incluían asesinato, tráfico de drogas, robo y extorsión.

## Operación
La Oficina Federal de Investigación (FBI) pudo recopilar la información necesaria a través del informante Joseph Vollaro, (propietario de una empresa de camiones en Staten Island) que grabó en secreto varias conversaciones con miembros de la familia Gambino. Más de 80 personas fueron acusadas en el Distrito Este de Nueva York.  El caso se conoce ahora como Estados Unidos de América contra Agate y otros.  Inicialmente fue asignado al juez Nicholas Garaufis, pero más tarde fue reasignado al juez Jack B. Weinstein.
El jefe de la familia criminal Gambino, Nicholas Corozzo, se convirtió en fugitivo tras recibir el chivatazo de su hija, que presenció cómo las autoridades estadounidenses se llevaban a su marido quien también era mafioso. El 29 de mayo de 2008, Corozzo no pudo soportar más la vida de fugitivo y se entregó a las autoridades con su abogado al lado. De los 62 acusados estadounidenses, 60 se declararon culpables y al menos 52 de ellos se enfrentaban a no más de tres años de prisión.
La operación rompió una alianza creciente entre los Gambino y la mafia siciliana, que querían introducirse más en el narcotráfico. Uno de los detenidos en las redadas en Estados Unidos fue Frank Cali, capitán de la familia Gambino. Supuestamente era el "embajador" en EE. UU. de la familia criminal Inzerillo.
El nombre de la operación policial, "Puente Viejo", hace referencia a los vínculos históricos de un grupo de mafiosos sicilianos exiliados al otro lado del océano Atlántico. Tras la Segunda guerra de la mafia, a principios de los años 80, a los miembros supervivientes de la familia mafiosa Inzerillo se les había "permitido" emigrar a Nueva York para evitar su exterminio por parte de la facción del Corleonesi y del entonces victorioso jefe de jefes siciliano Salvatore Riina. Los parientes estadounidenses de los Inzerillo y socios de la familia Gambino de Nueva York intervinieron en su favor. Se les permitió establecerse en Estados Unidos a cambio de una promesa: ni ellos ni su descendencia volverían a pisar suelo siciliano. Se les conoció como gli Scappati (en español: los fugitivos). Dos décadas después, los fugitivos regresaban a Palermo. Los exiliados tenían buenas razones: Riina y su sucesor Bernardo Provenzano fueron detenidos y cumplen cadena perpetua en Italia. El clan de los Inzerillo huidos estaba supuestamente reconstruyendo el "Puente Viejo" entre América y Sicilia, restableciendo los lazos comerciales y de narcotráfico entre las mafias siciliana y estadounidense.

## Convicciones
La siguiente lista contiene algunos de los acusados más notables y no incluye a la mayoría de los condenados.
| Nombre             |                                     | |                  |                        |
| Nombre             | Acusación                           | Veredicto                                                                                           | Sentencia        | Fecha de liberación    |
| ------------------ | ----------------------------------- | --------------------------------------------------------------------------------------------------- | ---------------- | ---------------------- |
| Thomas Cacciopoli  | Extorsión                           | |                  | 4 de abril de 2011     |
| Frank Cali         | chantaje, extorsión y conspiración. | Se declaró culpable de los cargos de conspiración.                                                  | 16 meses         | 4 de junio de 2009     |
| Charles Carneglia  | Asesinato                           | Culpable por jurado de cuatro asesinatos                                                            | Cadena perpetua  | N/A                    |
| Domenico Cefalú    | Chantaje                            | Se declaró culpable de extorsión.                                                                   | Dos años         | 3 de noviembre de 2009 |
| Joseph Corozzo     | Chantaje, tráfico de drogas.        | Se declaró culpable de un cargo de conspiración de crimen organizado.                               | 46 meses         | 10 de junio de 2011    |
| Nicholas Corozzo   | Corrupción empresarial y asesinato. | Se declaró culpable de corrupción empresarial y fue encontrado culpable de asesinato por un jurado. | 13 años y medio. | 2 de marzo de 2020     |
| Jackie D'Amico     | Se declaró culpable de extorsión.   | Se declaró culpable de extorsión.                                                                   | Dos años         | 3 de noviembre de 2009 |
| Leonard DiMaria    |                                     | Se declaró culpable de crimen organizado, extorsión y conspiración.                                 |                  | 31 de agosto de 2012.  |
| Richard G. Gotti   | Intento de asesinato                | Se declararon culpables                                                                             | Ocho años        | 22 de febrero de 2015  |
| Vincent Gotti      | Intento de asesinato                | Se declaró culpable.                                                                                | Ocho años.       | 22 de febrero de 2015  |
| Richard Ranieri    | Extorsión                           | |                  | 1 de marzo de 2010     |
| Vincent Dragonetti | Extorsión                           | | 37 meses.        | 28 de mayo de 2011.    |